# جمهورية المجر الشعبية
جمهورية المجر الشعبية (بالمجرية: Magyar Népköztársaság)‏ هي جمهورية اشتراكية بنظام الحزب الواحد نشأت من 20 أغسطس 1949 وانتهت في 23 أكتوبر 1989.
ظهرت جمهورية المجر الشعبية، الاشتراكية ذات الحزب الواحد، في 20 أغسطس 1949، واستمرت حتى 23 أكتوبر 1989. كانت الجمهورية تحت حكم حزب العمال الاشتراكي المجري، الذي كان خاضعًا لنفوذ الاتحاد السوفييتي. اتفق ونستون تشرشل مع جوزيف ستالين، بموجب مخرجات مؤتمر موسكو لعام 1944، على ضرورة إدراج المجر بعد الحرب ضمن نطاق النفوذ السوفييتي. استمر وجود جمهورية المجر الشعبية حتى عام 1989، عندما أنهت قوى المعارضةِ الشيوعيةَ في المجر.
كانت جمهورية المجر الشعبية تعد نفسها خليفة للجمهورية المجرية السوفييتية التي تشكلت في عام 1919، وكانت أول دولة شيوعية تنشأ بعد جمهورية روسيا الاتحادية الاشتراكية السوفيتية. صنف الاتحاد السوفيتي، في أربعينيات القرن العشرين، جمهورية المجر جمهورية ديموقراطية شعبية. جغرافيًا، تحد جمهورية المجر الشعبية رومانيا والاتحاد السوفيتي (عبر جمهورية أوكرانيا الاشتراكية السوفيتية) من الشرق، ويوغوسلافيا من الجنوب الغربي، وتشيكوسلوفاكيا من الشمال، والنمسا من الغرب.
أمضى الشيوعيون فترة عام ونصف بعد مؤتمر موسكو في محاولة إحكام قبضتهم على السلطة وإضعاف الأحزاب الأخرى، ووصلت هذه المحاولات ذروتها في شهر أكتوبر من عام 1947، عندما اشترط الشيوعيون، على شركائهم غير الشيوعيين في التحالف، التعاونَ مع حكومة ائتلافية (أُعيد تشكيلها مؤخرًا) ليتمكنوا من البقاء في البلاد. اكتملت هذه العملية بشكل أو بآخر في عام 1949، عندما اعتمدت هيئة تشريعية، منتخبة حديثًا من قائمة واحدة يهيمن عليها الشيوعيون، دستورًا على الطراز السوفيتي، وأُعيد تشكيل البلاد لتكون «جمهورية شعبية».
استمرّ اتباع نفس السياسات على مر السنين، إذ استمر الاتحاد السوفيتي بالضغط على سياسة جمهورية المجر الشعبية من خلال الحزب الشيوعي المجري، واستمر بالتدخل في شؤون البلاد من خلال ممارسة الضغط العسكري وإجراء العمليات السرية كلما اقتضت الحاجة. أدى القمع السياسي والتدهور الاقتصادي في جمهورية المجر الشعبية إلى اشتعال انتفاضة شعبية على مستوى البلاد في شهري أكتوبر ونوفمبر 1956 عُرفت باسم الثورة المجرية 1956 ومثلت أكبر ظاهرة معارضة في تاريخ الكتلة الشرقية على الإطلاق. بعد السماح للثورة، في بادئ الأمر، بأن تأخذ مجراها، أرسل الاتحاد السوفيتي الآلاف من الدبابات والقوات العسكرية لسحق المعارضة وتثبيت حكومة جديدة يسيطر عليها السوفييت بقيادة يانوش كادار، ما أسفر عن مقتل الآلاف من المجريين، وإرسال مئات الآلاف منهم إلى المنفى. لكن، وبحلول أوائل ستينيات القرن العشرين، خففت حكومة كدار من حدة تعاملها مع المواطنين المجر بشكل كبير، ونفذت شكلًا فريدًا من أشكال الشيوعية الشبيهة بالليبرالية عرفت باسم شيوعية الجولاش، فسمحت الدولة باستيراد بعض المنتجات الاستهلاكية والثقافية الغربية، كما أعطت المجريين حرية أكبر في السفر إلى الخارج، وقضت، إلى حد بعيد، على مظاهر دولة الشرطة البوليسية. أكسبت هذه الإجراءات المجر لقب «أبهج ثكنة في المعسكر الاشتراكي» خلال ستينيات وسبعينيات القرن العشرين. اضطر كادار، أحد القادة الأطول خدمة في القرن العشرين، للتقاعد في عام 1988، بعد تزايد ضغوطات القوى المؤيدة للإصلاح عليه في ظل انكماش اقتصادي يهيمن على الوضع في البلاد. ظلت هنغاريا على هذا الوضع حتى أواخر ثمانينيات القرن العشرين عندما اندلعت اضطرابات في مختلف أنحاء الكتلة الشرقية، وبلغت ذروتها مع انهيار جدار برلين، وتفكك الاتحاد السوفيتي. 

## تاريخ

### النشأة
تبع احتلال المجر من قبل الجيش الأحمر احتلالًا عسكريًا سوفيتيًا. حاول السوفيت، بعد استيلائهم على معظم الأصول المادية التابعة للألمان في البلاد، السيطرة على الشؤون السياسية المجرية، وتمكنوا من تحقيق بعض النجاحات في مسعاهم هذا. بالاستعانة بالقوة، أنشأ الجيش الأحمر أجهزة شرطة بغية اضطهاد المعارضة وإفساح المجال أمام الاتحاد السوفيتي لاكتساح نتائج الانتخابات المقبلة. تزامن ذلك مع انتشار دعاية شيوعية مكثفة في محاولة من الجيش الأحمر لإضفاء الشرعية على حكم البلاد. لم يتمكن الحزب الشيوعي المجري من الفوز بالانتخابات مع كل الجهود المبذولة، وحصل على نسبة 17% فقط من الأصوات، في الوقت الذي ربح فيه التحالف بقيادة الحزب المدني لأصحاب الحيازات الصغيرة المستقلين والعمال الزراعيين الانتخابات بفارق كبير. تمكن بذلك التحالف بقيادة رئيس الوزراء، زولتان تيلدي، من إحباط توقعات الكرملين بالحكم من خلال إقامة حكومة منتخبة ديموقراطيًا.
مع ذلك، تدخل الاتحاد السوفيتي بالقوة مرة أخرى، وشكل حكومة تابعة أهملت الرئيس المنتخب، زولتان تيلدي، وأعطت أعضاء في الحزب الشيوعي حقائب وزارية هامة، وفرضت العديد من التدابير التقييدية، كحظر الحكومة الائتلافية وإجبارها على التنازل عن وزارة الداخلية لصالح مرشح عن الحزب الشيوعي المجري.
أنشأ وزير الداخلية الشيوعي، لازلو رايك، شرطة سرية تابعة لهيئة حماية الدولة، في محاولة لقمع المعارضة السياسية من خلال الترهيب وتوجيه اتهامات زائفة للمعارضين والسجن والتعذيب. في بداية عام 1947، ضغط الاتحاد السوفيتي على زعيم الشيوعيين المجريين، ماتياش راكوشي، ل «اتباع نهج صراع طبقي أكثر وضوحًا». شبه المراقبون الأمريكيون المكائد الشيوعية بالانقلاب، وخلصوا إلى أن «انقلاب المجر ما هو إلا رد فعل روسي على السياسات الأمريكية في اليونان وتركيا»، في إشارة إلى التدخل العسكري الأمريكي في الحرب الأهلية اليونانية، وبناء قواعد عسكرية أمريكية في تركيا عملًا بمبدأ ترومان.
امتثل راكوس لضغوط الاتحاد السوفيتي، فطالب الأحزاب الأخرى بطرد الأعضاء الذين يرفضون تنفيذ أوامر الشيوعيين بحجة أنهم «فاشيون». في وقت لاحق، وبعد فوز الشيوعيين بالسلطة الكاملة، أشار راكوس إلى هذه الممارسة باسم «تكتيك شريحة السجق». أُجبر رئيس الوزراء، فيرينك ناجي، على الاستقالة من منصبه لصالح لاجوس دينيس، أحد أعضاء التحالف بقيادة الحزب المدني لأصحاب الحيازات الصغيرة المستقلين والعمال الزراعيبن. في انتخابات عام 1947، أصبح الحزب الشيوعي أكبر أحزاب المجر، مع ذلك، كان أعضاء الحزب بعيدين كل البعد عن الحصول على أغلبية المقاعد في البرلمان. استمر التحالف بقيادة رئيس الوزراء، دينيس، مع طرد معظم الأعضاء الأكثر شجاعة في الأحزاب الأخرى، فبقوا مؤيدين لأفكار أحزابهم، لكن دون عضوية فيها.
في شهر يونيو من عام 1948، أَجبر الشيوعيون الديموقراطيين الاشتراكيين على الاندماج معهم وتشكيل حزب العمال الهنغاري (MDP). مع ذلك، سرعان ما أُبعد عددٌ قليل من الاشتراكيين الديموقراطيين المستقلين، تاركين حزب العمال الهنغاري الذي تغير اسمه فيما بعد وتحول لحزب شيوعي موسع. أُجبر راكوسي تيلدي بعدها على تسليم كرسي الرئاسة إلى الاشتراكي الديموقراطي، أرباد زاكشيتش (الذي انتقل في فترة لاحقة من حياته إلى الحزب الشيوعي). في شهر ديسمبر من عام 1948، استُبدل دينيس بالموالي علنًا للشيوعية وزعيم الجناح اليساري في التحالف بقيادة الحزب المدني لأصحاب الحيازات الصغيرة المستقلين والعمال الزراعيين، إستفان دوبي.
في انتخابات شهر مايو من عام 1949، قُدمت للناخبين قائمة واحدة يهيمن عليها الشيوعيون، وتضم مرشحين من جميع الأحزاب ينادون بتطبيق برنامج واحد مشترك. في تلك الفترة من الزمن، لم يكن في المجر قوى معارضة حقيقية تقريبًا. في 18 أغسطس من العام ذاته، أقرت الجمعية الوطنية المنتخبة حديثًا دستورًا جديدًا (نسخة شبه مطابقة للدستور السوفيتي). تغير اسم البلاد إلى جمهورية المجر الشعبية بعد إصدار الدستور الجديد رسميًا في 20 أغسطس.

### استشهادات
1. ↑  "1949. évi XX. törvény. A Magyar Népköztársaság Alkotmánya" [Act XX of 1949. The Constitution of the Hungarian People's Republic]. Magyar Közlöny (بالمجرية). Budapest: Állami Lapkiadó Nemzeti Vállalat. 4 (174): 1361. 20 Aug 1949.
2. ↑  "1989. évi XXXI. törvény az Alkotmány módosításáról" [Act XXXI of 1989 on the Amendment of the Constitution]. Magyar Közlöny (بالمجرية). Budapest: Pallas Lap- és Könyvkiadó Vállalat. 44 (74): 1219. 23 Oct 1989.
3. ↑  Melvyn Leffler, Cambridge History of the Cold War: Volume 1 (Cambridge University Press, 2012), p. 175 نسخة محفوظة 2020-08-03 على موقع واي باك مشين.
4. ↑  The Untold History of the United States, Stone, Oliver and Kuznick, Peter (Gallery Books, 2012), p. 114, citing The Second World War Triumph and Tragedy, Churchill, Winston, 1953, pp. 227–228, and Modern Times: The World from the Twenties to the Nineties, Johnson, Paul (New York: Perennial, 2001), p. 434
5. ↑  Hungary: a country study. مكتبة الكونغرس Federal Research Division, December 1989. نسخة محفوظة 2021-02-17 على موقع واي باك مشين.
6. ↑  Crampton 1997، صفحة 241.
7. ↑  Nyyssönen، Heino (1 يونيو 2006). "Salami reconstructed". Cahiers du monde russe. ج. 47 ع. 1–2: 153–172. DOI:10.4000/monderusse.3793. ISSN:1252-6576.
8. ↑  Wettig 2008، صفحة 51.
9. ↑  Wettig 2008، صفحة 85.
10. ↑  Norton, Donald H. (2002). Essentials of European History: 1935 to the Present, p. 47. REA: Piscataway, New Jersey. (ردمك 0-87891-711-X).
11. ↑  UN General Assembly Special Committee on the Problem of Hungary (1957) "Chapter II.N, para 89(xi) (p. 31)" (PDF). مؤرشف من الأصل (PDF) في 2021-03-01. (1.47 MiB)
12. ↑  "The Untold History of the United States", Stone, Oliver and Kuznick, Peter, Gallery Books 2012, p. 208, citing Gardner, Lloyd C., "Architects of Illusion: Men and Ideas in American Foreign Policy, 1941–1949", p. 221, and Ann O'Hare McCormick, "Open Moves in the Political War for Europe", New York Times, 2 June 1947
13. ↑  Wettig 2008، صفحة 110.
14. ↑  Kontler, László. A History of Hungary. Palgrave Macmillan (2002), (ردمك 1-4039-0316-6)

### عامة
- Bideleux, Robert; Jeffries, Ian (2007), A History of Eastern Europe: Crisis and Change (بالإنجليزية), Routledge, ISBN:0-415-36626-7
- Crampton, R. J. (1997), Eastern Europe in the twentieth century and after (بالإنجليزية), Routledge, ISBN:0-415-16422-2
- Dale, Gareth (2005), Popular Protest in East Germany, 1945-1989: Judgements on the Street (بالإنجليزية), Routledge, ISBN:0714654086
- Hardt, John Pearce; Kaufman, Richard F. (1995), East-Central European Economies in Transition (بالإنجليزية), M.E. Sharpe, ISBN:1-56324-612-0
- Maddison, Angus (2006). The world economy (بالإنجليزية). OECD Publishing. ISBN:92-64-02261-9.
- Sillince, John (1990), Housing policies in Eastern Europe and the Soviet Union (بالإنجليزية), Routledge, ISBN:0-415-02134-0
- Turnock, David (1997), The East European economy in context: communism and transition (بالإنجليزية), Routledge, ISBN:0-415-08626-4
- Wettig, Gerhard (2008), Stalin and the Cold War in Europe (بالإنجليزية), Rowman & Littlefield, ISBN:0-7425-5542-9